# Russellville (Arkansas)
Russellville es una ciudad ubicada en el condado de Pope, Arkansas, Estados Unidos. Según el censo de 2020, tiene una población de 28.940 habitantes.
Es la capital del condado de Pope. Además alberga una universidad (Arkansas Tech University) y la única planta de energía nuclear de Arkansas, Arkansas Nuclear One.
Su nombre se debe al Dr. Thomas Russell, que se instaló en la zona en 1834. El primer negocio que se estableció en la ciudad fue propiedad del Sr. Shinn, quien luego construyó una estructura de mampostería para reemplazar su tienda de madera en 1875. Este edificio todavía existe hoy y se conoce como el Edificio Shinn. Cuando los residentes de la ciudad decidieron nombrar la ciudad, manejaron dos opciones, Shinnville o Russellville, y Russellville fue la elegida.

## Geografía
La ciudad está ubicada en las coordenadas 35°16′35″N 93°8′20″O / 35.27639, -93.13889. Según la Oficina del Censo de los Estados Unidos, Russellville tiene una superficie total de 73.47 km², de la cual 73.30 km² corresponden a tierra firme y 0.17 km² es agua.

## Demografía
Según el censo de 2020, hay 28,940 personas residiendo en Russellville. La densidad de población es de 394.82 hab./km². El 72.24% son blancos, el 6.28% son afroamericanos, el 1.01% son amerindios, el 1.69% son asiáticos, el 0.06% son isleños del Pacífico, el 9.43% son de otras razas y el 9.29% son de dos o más razas. Del total de la población, el 16.87% son hispanos o latinos de cualquier raza.

## Personas famosas de Russellville
- Corliss Williamson, jugador de la NBA, se graduó en 1992 del Russellville High School.
- Elizabeth Gracen, coronada Miss America en 1982, se graduó en 1979 del Russellville High School.
- El compositor Scott Bradley, conocido por sus trabajos en los dibujos animados Tom y Jerry, nació en Russellville.
- La actriz Natalie Canerday nació en Russellville.